# Madonna pod baldachimem (obraz Rafaela)
Madonna pod baldachimem (również: Ołtarz Deich) – obraz olejny namalowany przez Rafaela ok. 1507–1508. Znajduje się w zbiorach Palazzo Pitti we Florencji.
W porównaniu do innych Madonn, które namalował Rafael, ten obraz wyróżnia się monumentalną sceną, rozbudowaną o fantazyjne motywy architektoniczne. Dostrzegalne są wpływy malarstwa weneckiego i Fra Bartolomea. Pierwszy plan tworzą aniołki, śpiewające hymn pochwalny na cześć Jezusa. Madonna i Dzieciątko Jezus zasiadają na wysokim tronie. Dzieciątko z zainteresowaniem spogląda w stronę św. Piotra i św. Bernarda. Nad Madonną i Dzieciątkiem znajdują się dwa podekscytowane anioły. Po prawej stronie obrazu znajdują się św. Jakub Starszy i św. Augustyn. Wszyscy święci są wprawieni w ruchu oraz ustawieni wokół tronu zgodnie z zasadą symetrii.
Zleceniodawcą obrazu był Bernardo Dei. Obraz miał trafić do kaplicy rodziny Deich w kościele Santo Spirito we Florencji. Giorgio Vasari w Żywotach najsławniejszych malarzy, rzeźbiarzy i architektów podaje, że Rafael ukończył obraz, jednak zdaniem współczesnych historyków sztuki obraz nie został ukończony z powodu wyjazdu malarza do Rzymu. Obraz trafił do kościoła w Pescii, w XVII wieku został kupiony przez Ferdynanda I Medyceusza. W 1991 roku obraz poddano renowacji.
Górną partię obrazu domalowali bracia Nicholas i Agostino Cassana w XVII wieku.